# آخرین ماجرا
آخرین ماجرا (سوئدی: Det sista äventyret) یک فیلم درام سوئدی است که در سال ۱۹۷۴ منتشر شد. این فیلم برندهٔ جایزهٔ فیلم و جایزهٔ بهترین بازیگر در یازدهمین دورهٔ جوایز گلدباگن شد.

## گزیدهٔ بازیگران
- یوران استانگرتس
- آن زکریا
- ماریان آمینوف
- توماس بولمه
- اوکه لیندستروم
- بیرگر مالمستن
- یوستا کرانتس
- مارگیت کارلکوئیست